# NGC 6648
NGC 6648 – gwiazda podwójna znajdująca się w gwiazdozbiorze Smoka. Zaobserwował ją Friedrich Georg Wilhelm Struve w 1825 roku i skatalogował jako obiekt typu „mgławicowego”, gdyż błędnie sądził, że jest otoczona niewielką mgławicą.